# Seznam slovenskih bejzbolistov
Seznam slovenskih bejzbolistov.

## Č
- Rok Čuček

## D
- Igor Drobnak

## G
- Tevž Gantar

## K
- Luka Koplan
- Joe Kuhel ()

## L
- Žiga Lešnjak

## P
- Maj Prihoda
- Žan Primožič
- Jan Pučnik

## S
- Jaka Smolnikar

## Š
- Rok Škerjanec

## T
- Jakob Tevž
- Carlos Henrique Tovar

## Z
- Rok Zupan